# Hildesheimer Wald
Hildesheimer Wald este o arie protejată (arie de protecție specială avifaunistică — SPA) din Germania întinsă pe o suprafață de 1.247 ha, integral pe uscat.

## Localizare
Centrul sitului Hildesheimer Wald este situat la coordonatele 52°08′14″N 9°52′05″E / 52.1372°N 9.8681°E.

## Înființare
Situl Hildesheimer Wald a fost declarat arie de protecție specială avifaunistică în iunie 2001 pentru a proteja 8 specii de animale.

## Biodiversitate
Situată în ecoregiunea continentală, aria protejată nu include niciun habitat protejat.
La baza desemnării sitului se află mai multe specii protejate de  păsări (8): barză neagră (Ciconia nigra), ciocănitoarea de stejar (Dendrocopos medius), ciocănitoare neagră (Dryocopus martius), muscar (Ficedula parva), gaia roșie (Milvus milvus), viespar (Pernis apivorus), ciocănitoare verzuie (Picus canus), sitar de pădure (Scolopax rusticola).